# 2532 Sutton
2532 Sutton eller 1980 TU5 är en asteroid i huvudbältet som upptäcktes den 9 oktober 1980 av den amerikanska astronomen Carolyn S. Shoemaker vid Palomar-observatoriet. Den är uppkallad efter den amerikanen Robert L. Sutton.
Asteroiden har en diameter på ungefär 6 kilometer och den tillhör asteroidgruppen Flora.